# Port Heiden
Port Heiden – miasto w Stanach Zjednoczonych, w stanie Alaska, w okręgu Lake and Peninsula. W miejscowości ma siedzibę prawosławna parafia św. Matrony.